# Marthe Deflandre-Rigaud
Marthe Deflandre-Rigaud (née à Narbonne le 29 juillet 1902 et décédée à Vanves le 17 décembre 1987) est une paléontologue française, spécialiste des échinodermes. 

## Biographie
Marthe Deflandre est née le 29 juillet 1902. Elle épouse le naturaliste et paléontologue Georges Deflandre. 

## Prix
Le Prix Georges Deflandre et Marthe Deflandre-Rigaud, créé en 1970, est destiné à récompenser des travaux de paléontologie, par exemple en paléobotanique, micropaléontologie, paléobiologie, systématique ou biostratigraphie.
La Fondation Georges-Deflandre remet tous les deux ans un prix destiné à récompenser les travaux d'un jeune chercheur dans les domaines des sciences exactes et de la médecine.

## Ouvrages
- Contribution à la connaissance des sclérites d'holothurides fossiles, 1962.